# Булайское муниципальное образование
Булайское муниципальное образование — муниципальное образование со статусом сельского поселения в
Черемховском районе Иркутской области России. Административный центр — село Верхний Булай.

## Демография
По результатам Всероссийской переписи населения 2010 года
численность населения муниципального образования составила 1248 человек, в том числе 607 мужчин и 641 женщина.

## Населенные пункты
В состав муниципального образования входят населенные пункты
- Верхний Булай
- Белькова
- Искра
- Козлова
- Протасова
- Чернухина[2]